# 용산동 (서울)
용산동(龍山洞)은 서울특별시 용산구에 있는 행정동(용산2가동)의 통칭이다.

## 개요
용산동의 동명은 용산이란 지명에서 비롯되었는데 용산이란 글자 그대로 용같은 형체의 산을 의미하는 말이다. 이 지역은 남산의 연맥이 뻗어 내려간 구릉지대로 조선시대 말까지도 수목이 울창하여 인가가 드문 곳이었다. 조선초 한성부 성저십리에서 시작하여, 1790년 한성부 남부 둔지방(성외)에 속하였고, 1890년에는 한남서 둔지방(성외)둔지미계의 둔지미동으로 칭하였다. 1911년 4월 1일 경성부 한지면(漢芝面)으로 칭해졌다. 1913년 12월 11일 경성부 서부로 편입되었다. 1914년 4월 1일 경성부 한지통(漢芝通)으로 명명되었다.
현재는 지역 북쪽이 남산 정상의 엔서울타워 및 한양도성을 경계로 중구와 맞닿아 있고 남산으로 오르는 도로가 있으며 소월로가 동서로 관통하는데 이 길 북쪽은 산림이 우거져 있다. 용산동2가는 지금도 ‘해방촌’이라고 칭하기도 하는데 이는 8.15 광복과 더불어 해외에서 귀국한 동포와 38선을 넘어 온 월남민 등이 이곳에 임시로 거주하면서 유래한 것으로 함경도에서 월남해 온 사람은 함경도식의 집을, 평안도에서 월남해 온 사람은 평안도식 집을 지어 마치 북녘 문화의 축소판을 재현해 놓은 것 같았으나 지금은 주택개발사업 시행으로 그 모습을 찾아보기가 힘들다.

## 법정동
- 용산동2가
- 용산동4가

## 교통
- 반포대교
- 남산2호터널
- 남산3호터널

## 교육
- 서울용암초등학교
- 용산중학교
- 용산고등학교
- 보성여자중학교
- 보성여자고등학교